# 坂村 (広島県高田郡)
坂村（さかむら）は、広島県高田郡にあった村。現在の安芸高田市の一部にあたる。

## 地理
- 河川：三篠川、佐山川、山田川[1]

## 歴史
- 1889年（明治22年）4月1日、町村制の施行により、高田郡坂村が単独で村制施行し、坂村が発足[1][2]。
- 1929年（昭和4年）4月1日、高田郡戸島村、長田村と合併し、向原村を新設して廃止された[1][2]。

### 地名の由来
賀茂郡境（豊栄町、現東広島市）の谷坂峠から。

## 産業
- 農業、林業[1]

## 交通

### 鉄道
- 1915年（大正4年）芸備鉄道（現芸備線）向原駅開設[1]。